# لوئیس پیر هنریکل-دوپونت
لوئیس پیر هنریکل-دوپونت (انگلیسی: Louis Pierre Henriquel-Dupont; ۱۳ ژوئن ۱۷۹۷ – ۲۰ ژانویهٔ ۱۸۹۲) قلم‌زن اهل فرانسه بود.
وی همچنین برندهٔ جوایزی همچون لژیون دونور (فرمانده) شده‌است.